# ديزل (محرك العاب)
ديزل (الإنجليزية: Diesel Game Engine) هو محرك العاب ثلاثي الأبعاد تم إنشاؤه من قبل شركة قرين (الإنجليزية: Grin), تم تقديمه أول مرة خلال تطوير لعبة «بالستكس» الخاصة بهم لاحقا تم استخدام المحرك بأكثر من لعبة ومن شركات مختلفة، المحرك مغلق المصدر ولا يمكن استخدامه دون اذن مسبق من الشركة.

## التطوير
ظهر المحرك لأول مرة من خلال لعبة قرين الأولى بالستكس (الإنجليزية: Ballistics) ثم تم تعديل المحرك لكل إصدار لألعابهم المختلفة، كما تم تطوير العاب لنسخ الحاسب الشخصي لشركات مختلفة عبر هذا المحرك.
تم تطوير النسخة المخصصة الأولى (محرك منفصل تماما لإنشاء مختلف المشاريع) في تعاون مع شركة انفيديا في محاولة لإظهار اقصى قدرات وحدة معالجتهم الرسومية الأخيرة جيفورس 3 (الإنجليزية: GeForce Series 3), في الوقت الحالي تمتلك شركة «اوفر كيل للبرمجيات» حقوق هذا المحرك بعدما افلست شركة قرين.

## الألعاب المطورة
| عام الإصدار | عنوان الإصدار                            | منصة الإصدار                                                                          | نسخة المحرك (ان عرفت)        |
| ----------- | ---------------------------------------- | ------------------------------------------------------------------------------------- | ---------------------------- |
| 2001        | بالستكس                                  | صندوق ألعاب الصالات، لينكس، ويندوز                                                    | 1                            |
| 2003        | قطاع الطرق: ارتفاع فينيكس                | ويندوز                                                                                |                              |
| 2006        | توم كلانسي قوست ريكون: المحارب المتطور   | اكس بوكس 360 , اكس بوكس، بلايستيشن 2 , ويندوز                                         | 6                            |
| 2007        | توم كلانسي قوست ريكون: المحارب المتطور 2 | اكس بوكس 360 , بلاي ستيشن بورتبل، بلايستيشن 3 , ويندوز                                | 7                            |
| 2008        | بيونيك كوماندو ريرميد                    | اكس بوكس 360 , بلايستيشن 3 , بلابيري، ويندوز                                          |                              |
| 2009        | بيونيك كوماندو                           | اكس بوكس 360 , بلايستيشن 3 , ويندوز                                                   |                              |
| 2009        | ترمنايتور سالفايشن                       | اكس بوكس 360 , بلايستيشن 3 , أي أو إس، ويندوز                                         |                              |
| 2010        | الرصاص والذهب عصابات الغرب المتوحش       | بلايستيشن 3 , ويندوز                                                                  |                              |
| 2011        | بيونيك كوماندو ريرميد 2                  | اكس بوكس 360 , بلايستيشن 3                                                            |                              |
| 2011        | باي داي: ذا هيست                         | بلايستيشن 3 , بلايستيشن بورتبل، ويندوز                                                |                              |
| 2013        | باي داي 2                                | اكس بوكس 360 , اكس بوكس ون، بلايستيشن 3 , بلايستيشن 4 , نينتيندو سويتش، لينكس، ويندوز | نسخة محدثة لدعم الجيل الثامن |
| 2017        | رايد: الحرب العالمية الثانية             | اكس بوكس ون، بلايستيشن 4 , ويندوز                                                     | نسخة محدثة جديدة 2           |

1. ↑  "Grin". web.archive.org. 2 أغسطس 2002. مؤرشف من الأصل في 2002-08-02. اطلع عليه بتاريخ 2022-11-06.{{استشهاد ويب}}:  صيانة الاستشهاد: BOT: original URL status unknown (link)